# Daniel DiNardo
Daniel Nicholas DiNardo (ur. 23 maja 1949 w Steubenville) – amerykański duchowny katolicki, arcybiskup Galveston-Houston w latach 2006–2025, kardynał, przewodniczący Konferencji Episkopatu USA w latach 2016–2019.

## Życiorys
Jest synem włoskiego emigranta. Uczęszczał do szkoły w Pittsburghu, a w 1967 wstąpił do Seminarium Duchownego św. Pawła i studiował w Duquesne University (1967–1969). W 1969 otrzymał stypendium Bassalina i studiował na Katolickim Uniwersytecie Amerykańskim, gdzie uzyskał doktorat z filozofii. Teologię studiował w Rzymie w Kolegium Północnoamerykańskim, na Papieskim Uniwersytecie Gregoriańskim oraz w Instytucie Patrystycznym Augustinianum, gdzie uzyskał licencjat z patrologii.
Święcenia kapłańskie przyjął 16 czerwca 1977 w Pittsburghu. Od 1981 był pomocnikiem kanclerza diecezji Pittsburgh i wykładał w Seminarium św. Pawła. Od 1984 pracował w sekretariacie Kongregacji ds. Biskupów oraz prowadził seminarium z metodologii dla studentów I roku teologii na Uniwersytecie Gregoriańskim w Rzymie.
W 1991 wrócił do diecezji Pittsburgh i rozpoczął pracę w kurii jako odpowiedzialny za szkolnictwo.
19 sierpnia 1997 został mianowany koadiutorem w diecezji Sioux City. Sakrę biskupią otrzymał 7 października. 28 listopada 1998 przejął funkcję ordynariusza.
16 stycznia 2004 Jan Paweł II mianował go biskupem koadiutorem diecezji Galveston-Houston, a 29 grudnia 2004, kiedy papież podniósł tę diecezję do rangi metropolii, arcybiskupem koadiutorem. 28 lutego 2006 został ordynariuszem tej archidiecezji, która liczy 1 300 000 wiernych.
Był członkiem Komisji ds. Katechizmu amerykańskiej Konferencji Episkopatu, a także konsultorem, z ramienia Konferencji, przy Krajowym Stowarzyszeniu Wykonawców Muzyki Sakralnej. Jest członkiem rady administracyjnej Katolickiego Uniwersytetu Amerykańskiego w Waszyngtonie oraz Krajowego Katolickiego Stowarzyszenia Pomocy Niepełnosprawnym.
Na konsystorzu 24 listopada 2007, z nominacji Benedykta XVI, został włączony do grona kardynałów z tytułem prezbitera Sant’Eusebio.
Brał udział w konklawe 2013, które wybrało papieża Franciszka oraz w konklawe 2025, które wybrało papieża Leona XIV.
W latach 2013–2016 był wiceprzewodniczącym Konferencji Episkopatu USA. 15 listopada 2016 został wybrany na trzyletnią kadencję przewodniczącego Konferencji Episkopatu USA.
Papież Franciszek 20 stycznia 2025 przyjął jego rezygnację z urzędu arcybiskupa Galveston-Houston.